# Elias Feisser

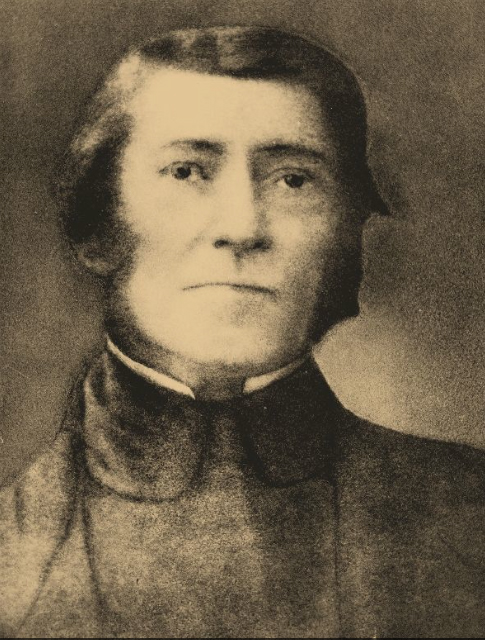
Elias Feisser

Elias Johannes Feisser (* 10. Dezember 1805 in Winsum, Niederlande; † 2. Juni 1865 in Nieuwe Pekela, Niederlande) war ein niederländischer baptistischer Theologe. Er gilt als Begründer der niederländischen Baptisten.

## Herkunft und Anfänge
Johannes Feisser wird als Sohn des Johannes Feisser und seiner Ehefrau Anna Maria, geborene Bouer, geboren. Am 16. Mai 1823 immatrikuliert er sich an der Universität Groningen als Student der Theologie. Sein erstes Examen absolviert er am 3. Mai 1827. Er setzt seine Studien an der Universität Leiden fort und promoviert dort am 21. Juni 1828 zum Doktor der Theologie. Gemeindedienste als Prediger in Lekkum (1828–1831), Winschoten und Franeker (1833–1838) schließen sich an. Eine schwere körperliche Erkrankung zwingt ihn in der Folgezeit, den hauptamtlichen Predigtdienst vorerst aufzugeben.

## Feissers Weg zu den Baptisten
In seiner Krankheitsphase beschäftigt er sich intensiv mit der heiligen Schrift. Das persönliche Bibelstudium führt ihn zu neuen Einsichten über die neutestamentliche Taufe und das Abendmahl. Zwar nimmt er nach seiner Genesung wieder ein Amt in der Niederländisch-reformierten Kirchengemeinde Gasselternijveen an, gerät aber spätestens ab 1843 wegen der Tauf- und Abendmahlspraxis seiner Konfession in innere Konflikte. Aufgrund seiner persönlichen Beschäftigung mit der Bibel wächst in ihm die Erkenntnis, dass die neutestamentliche Taufe den Taufwunsch des Täuflings voraussetzt und durch Untertauchen geschieht. Er stellt diese Erkenntnis innerhalb seiner Kirche zur Diskussion und gerät darüber mit seinem Kirchenvorstand in eine tiefe Auseinandersetzung. 1843 enthebt ihn die übergeordnete Kirchenbehörde, die Provinciaal Kerkbestuur, seiner Ämter.
Wahrscheinlich sind es Handlungsreisende und Saisonarbeiter, über die Feisser kurz nach seiner Amtsenthebung von der noch jungen baptistischen Bewegung in Deutschland hört. Er nimmt Kontakt mit Johann Gerhard Oncken, dem Begründer dieser Bewegung, auf und erhält auf dessen Vermittlung hin Besuch von Julius Köbner und dem Jeveraner Gemeindeältesten Anton Friedrich Remmers. Feisser erfährt auf diese Weise, dass er mit seinem Taufverständnis nicht alleine steht; zum ersten Mal hört er in den Gesprächen mit Köbner und Remmers die Konfessionsbezeichnung Baptisten.

## Gründung der ersten niederländischen Baptistengemeinde
Im Mai 1845 reist Julius Köbner ein zweites Mal zu Feisser. Dieser hat inzwischen einen kleinen Kreis Gleichgesinnter um sich gesammelt. Sie treten aus der niederländischen Kirche aus und entschließen sich zur Taufe. Köbner vollzieht die gewünschte Taufe an Feisser und an zunächst sechs weiteren Mitgliedern des Feisserschen Kreises. Ort der Taufe ist der Nijveensche Mond, nicht weit entfernt von Gasselternijveen.
Die Getauften konstituieren sich unter Köbners Vorsitz als Gemeente van Gedoopte Christenen (Gemeinde getaufter Christen). Feisser wird zum Ältesten dieser ersten niederländischen Baptistengemeinde ordiniert. Schon kurze Zeit später erhält sie als Religionsgesellschaft die offizielle Königliche Anerkennung.

## Letzte Lebensjahre
1849 verlegt Feisser seinen Wohnsitz nach Nieuwe Pekela, wo er 1865 im Alter von 60 Jahren verstirbt. Von besonderer Bedeutung für die Entstehung und die Entwicklung der niederländischen Baptisten sind Feissers Schriften, die er während seines Lebensabends veröffentlicht.